# Termastherium
Termastherium — вимерлий рід Notoungulate, що належить до сімейства Leontiniidae. Він жив під час раннього олігоцену, а його скам'янілі останки були знайдені в Південній Америці.

## Опис
Ця тварина відома лише за частковими залишками черепа, і визначити її зовнішній вигляд важко. Виходячи з порівняння з деякими його родичами, такими як Scarrittia, висунуто гіпотезу про те, що Termastherium був розміром приблизно з козу та мав більш міцну статуру. Термастерій, на відміну від інших леонтиніїд, характеризувався помітно односторонньо розташованими верхніми гіпсодонтними зубами; премоляри і верхні моляри мали дуже високу коронку в язиковій ділянці, і була тенденція до розвитку лопатевих ектолофів, піднятих над оклюзійною поверхнею зубів.

## Класифікація
Termastherium flacoensis був вперше описаний у 2018 році на основі викопних останків, знайдених у формації Абаніко в Чилі, на теренах раннього олігоцену, пов'язаних з фауною Tinguiririca. Termastherium був членом родини Leontiniidae, групи нотоунгулятів, що характеризуються своєю масивною статурою, які з’явилися в еоцені та процвітали до пізнього міоцену. У тому ж утворенні було виявлено іншу нотоунгуляту такого ж розміру, Eomorphippus, з двостороннім гіпсодонтом.